# واين هاردين
واين هاردين (بالإنجليزية: Wayne Hardin)‏ هو لاعب كرة قدم أمريكية أمريكي، ولد في 23 مارس 1927 في سماكوفير في الولايات المتحدة، وتوفي في 12 أبريل 2017 بسبب سكتة.